# Bistum Ourinhos
Das Bistum Ourinhos (lateinisch Dioecesis Parvauratana, portugiesisch Diocese de Ourinhos) ist eine in Brasilien gelegene römisch-katholische Diözese mit Sitz in Ourinhos im Bundesstaat São Paulo.

## Geschichte
Das Bistum Ourinhos wurde am 30. Dezember 1998 durch Papst Johannes Paul II. mit der Apostolischen Konstitution Ad aptius consulendum aus Gebietsabtretungen des Erzbistums Botucatu und der Bistümer Assis und Itapeva errichtet. Es wurde dem Erzbistum Botucatu als Suffraganbistum unterstellt.

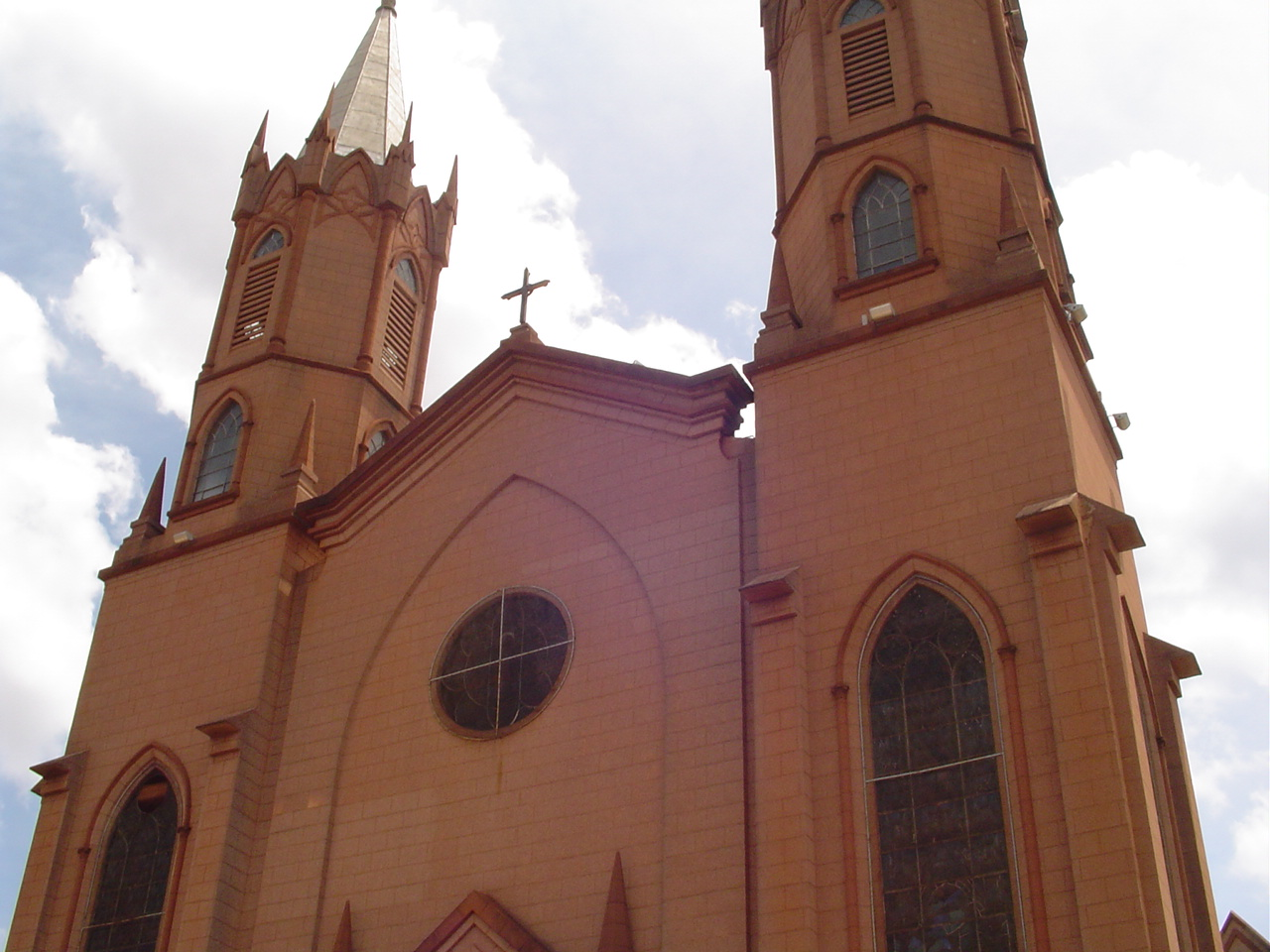
Kathedrale Senhor Bom Jesus in Ourinhos

## Bischöfe von Ourinhos
- Salvatore Paruzzo, 1998–2021
- Eduardo Vieira dos Santos, seit 2021